# 最后一个莫西干人 (1920年电影)
《最后一个莫西干人》（英語：The Last of the Mohicans）是一部1920年的美国电影，改编自詹姆斯·菲尼莫尔·库珀的同名小说《最後的摩根戰士》，由莫里斯·都纳尔和克拉伦斯·布朗导演，華理士·勃利主演。本片讲述了一对英国姐妹在美国殖民地的边界遭遇危险的故事。1995年，本电影因其在“文化、历史和审美方面的显著成就”，被美国国会图书馆列入国家电影登记部下属的国家电影保存委员会保护电影名单。